# جويس كومبتون
جويس كومبتون (بالإنجليزية: Joyce Compton)‏ هي ممثلة أمريكية، ولدت في 27 يناير 1907 بليكسينغتون في الولايات المتحدة، وتوفيت في 13 أكتوبر 1997 بلوس أنجلوس في الولايات المتحدة.

## أعمال

### أفلام
- (1934) الموكب الأبيض
- (1936) ثلاث فتيات ذكيات
- (1937) الحقيقة البشعة
- (1941) فتاة زيغفيلد
- (1945) ميلدرد بيرس
- (1946) أجمل سنوات العمر

## وصلات خارجية
- جويس كومبتون على موقع IMDb (الإنجليزية)
- جويس كومبتون على موقع ألو سيني (الفرنسية)
- جويس كومبتون على موقع أول موفي (الإنجليزية)
- جويس كومبتون على موقع قاعدة بيانات الأفلام السويدية (السويدية)
- جويس كومبتون على موقع قاعدة بيانات الفيلم (الإنجليزية)
- جويس كومبتون على موقع كينوبويسك (الروسية)